# Knarr-Boot
Das Knarr-Boot (benannt nach dem Frachtboottyp der Wikinger, dem Knorr) ist ein skandinavischer Segelbootstyp.

## Geschichte
Aus den guten Erfahrungen, die die norwegischen Segler mit dem Folkeboot und dem Drachen gemacht hatten, ging das Knarr-Boot als Synthese aus beiden Klassen hervor. Es wurde 1943 von dem Norweger Ing. Erling L. Kristofersen konstruiert und 1955 von Skandinavischen Seglerverband als Einheitsklasse angenommen.
In den Jahren 1965/66 wurden die letzten Boote aus Holz gefertigt und seit 1969 werden Knarrs ausschließlich aus GfK gebaut.
Die einzige Baulizenz der Klassenvereinigung liegt seit 2004 nicht mehr in Dänemark, sondern bei der Bootswerft Schneidereit an der Elbe.

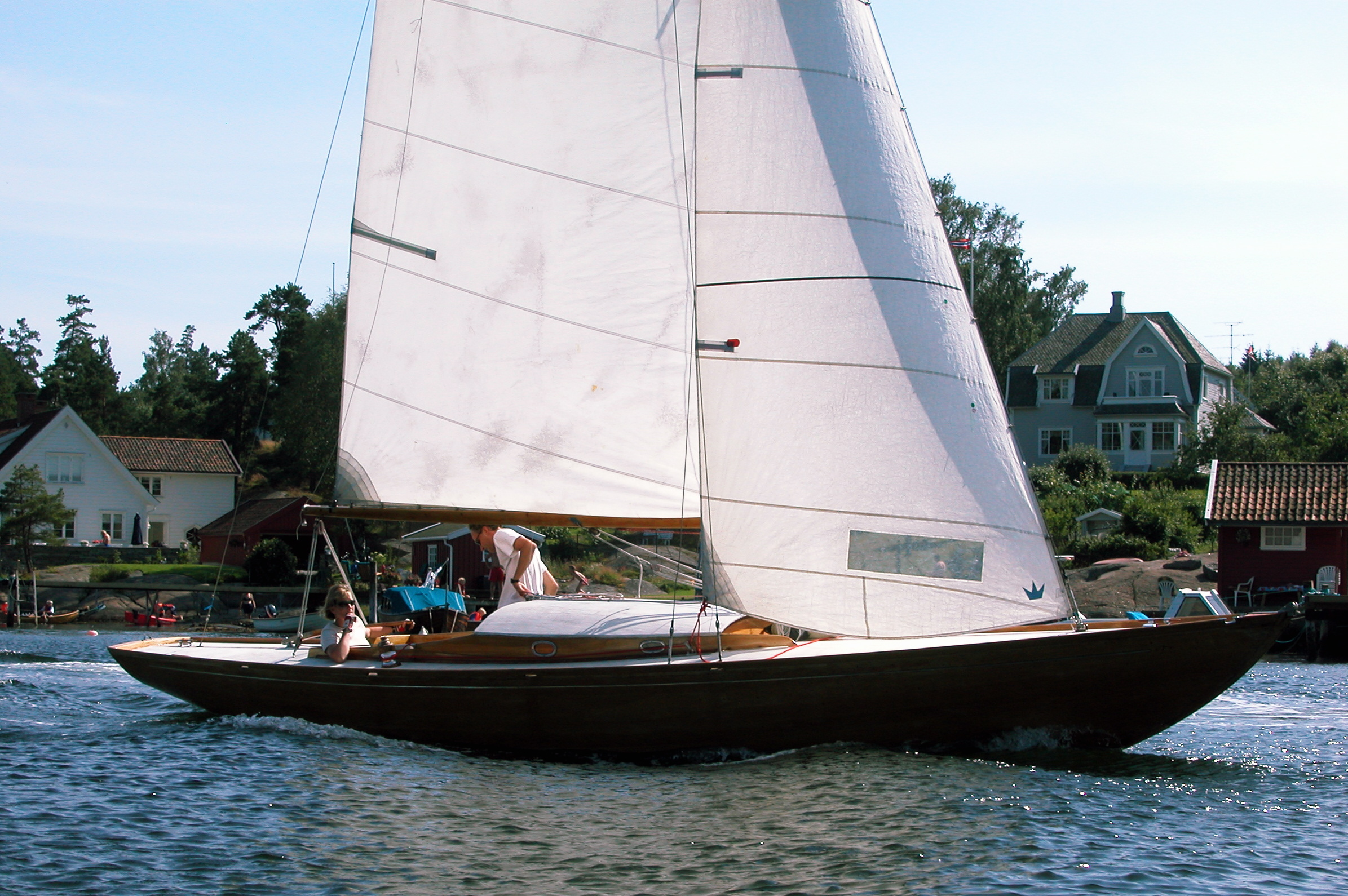
Knarr-Boot

## Rumpf
Das Knarr-Boot ist ein klassisches Drei-Mann-Kielboot. Die norwegischen Segler fanden mehr Geschmack an der gewohnten Rumpfform des Drachen und wählten für das Knarr-Boot den Rundspant mit den langen Überhängen an Bug und Heck, nur länger, verbunden mit der dem kleinen Kajütdach des Folkeboots und seiner Aufteilung unter Deck. Der Rumpf sollte besonders kräftig sein, man wählte daher die Karweelbauweise mit einer Plankenstärke von 22 Millimeter (Folkeboot = 14,5 Millimeter).

## Rigg, Takelage und Segel
Das klassische Knarr-Boot ist als Bermuda-Slup getakelt.
Aufgrund ihrer Untertakelung und ihres schlanken Risses sind die Langkieler insbesondere bei Wind in der Ostseewelle handig und stabil bei großer Höhe an der Kreuz zu segeln.

## Regatta und Wettfahrten
In Norddeutschland gibt es keine aktive Klassenvereinigung. es gibt Knarr-Vereinigungen in Norwegen, Dänemark und San Francisco. Seit 1969 finden die Internationalen Meisterschaften jährlich wechselnd auf der San Francisco Bay, dem Oslofjord und dem Öresund statt, wo die stärksten Flotten liegen. Die Besonderheit ist, dass die Gastgeber den überseeischen Gästen jeweils die Boote stellen.
Außerdem werden klassische oder „Vintage“-Knarrs bei den entsprechenden Regatten – meist nach der Vergütungsformel für klassische Yachten – gesegelt, wie bei klassischen Yachten üblich unter dem ursprünglichen nationalen Segelzeichen mit der ursprünglichen Segelnummer.